# Czertyfikacja
Czertyfikacja (odmiana sylifikacji) – proces prowadzący do powstawania czertów (czyli skupień chalcedonu lub krzemionki z bardzo słabo widocznymi konturami) w skałach wapiennych.
Roztwory hydrotermalne krążące w skale wapiennej rozpuszczają elementy składające się z krzemionki np. igły gąbek krzemionkowych. Następnie z nasyconego roztworu wytrąca się krzemionka, tworząc buły czertów.